# 阮福綿寫
阮福綿寫（越南语：／，1833年6月5日—1889年8月4日），越南阮朝明命帝第六十五子，生母宮人高氏妙。
明命十四年四月十八日（1833年6月5日），阮福綿寫在順化皇城出生。嗣德三年（1850）年正月，受封為鎮寧郡公（越南语：／）。同慶元年（1886年），晉封鎮國公（越南语：／）。成泰元年七月初八日（1889年8月4日），在順化皇城去世，壽五十七歲，賜諡恭睦。葬於承天府香水縣安舊總安舊社。

## 子女
阮福綿寫有1子1女。後裔按御賜麥字部起名。但阮福綿寫沒有親孫。後過繼寧順郡王阮福綿宜之孫阮福膺咍為孫，改名阮福膺䵃，襲封鎮鄉侯。